# Tiranski distrikt
Tiranski distrikt (albanski: Rrethi i Tiranës) je jedan od 36 distrikata u Albaniji, dio Tiranskog okruga. Po procjeni iz 2004. ima oko 521.000 stanovnika, a pokriva područje od 1.238 km². 
Nalazi se u središnjem dijelu države, a sjedište mu je grad Tirana. Distrikt se sastoji od sljedećih općina:
- Baldushk
- Bërxullë
- Bërzhitë
- Dajt
- Farkë
- Kamëz
- Kashar
- Krrabë
- Ndroq
- Paskuqan
- Petrelë
- Pezë
- Prezë
- Shëngjergj
- Tirana
- Vaqarr
- Vorë
- Zall-Bastar
- Zall-Herr